# Петров, Александр Владимирович (председатель колхоза)
Александр Владимирович Петров — советский хозяйственный, государственный и политический деятель.

## Биография
Родился в 1924 году в селе Верхний Булатец.
Участник Великой Отечественной войны. С 1947 года — на хозяйственной, общественной и политической работе. В 1947—1985 гг. — на комсомольской и партийной работе в Черемхове, главный агроном колхоза «Гигант», секретарь Нижнеудинского райкома партии по сельскому хозяйству, председатель колхоза «Гигант» Нижнеудинского района Иркутской области, первый секретарь Тайшетского районного комитета КПСС.
Избирался депутатом Верховного Совета СССР 7-го созыва. Делегат XXV съезда КПСС.
Умер в 2017 году в Тайшете.